# Shoko Yoshimura
Shoko Yoshimura (* 14. Oktober 1968 in der Präfektur Kanagawa) ist eine japanische Ringerin. Sie gewann von 1989 bis 1995 fünf Weltmeistertitel in der Gewichtsklasse bis 44 kg Körpergewicht.

## Werdegang
Shoko Yoshimura begann Mitte der 1980er Jahre mit dem Ringen, als sich abzeichnete, dass sich das Frauenringen etablieren wird und bald auch internationale Meisterschaften stattfinden werden. Die nur 1,53 Meter große Athletin wog unter 50 kg und konnte so in der leichtesten Gewichtsklasse im Frauenringen an den Start gehen. Sie startete für den TBC Yoyogi Club. In ihrer Karriere hatte sie mehrere Trainer. Am meisten verdankt sie Shigo Kinase, Akira Suzuki und Ryo Kanehama.
Mit fünf Titelgewinnen bei den Weltmeisterschaften im Frauenringen ist sie eine der erfolgreichsten Ringerinnen aller Zeiten. Sie ist eine der Pionierinnen des internationalen und des japanischen Frauenringens.
Den Weltmeistertitel gewann sie 1989, 1990, 1993, 1994 und 1995. 1992 wurde sie Vize-Weltmeisterin und 1987, 1991 und 1996 gewann sie eine WM-Bronzemedaille.
Ihre Hauptkonkurrentinnen in jenen Jahren waren Brigitte Weigert aus Belgien, Huang Yu-Hsien aus  Taiwan, Tatjana Karamtschakowa aus Russland, Tine Strand aus Norwegen, Mette Barlie aus Norwegen und Patricia Saunders aus den Vereinigten Staaten und Almuth Leitgeb aus Österreich. Shoko Yoshimura war auch vielfache japanische Meisterin.
Shoko Yoshimura war bis 2004 aktive Ringerin. Ihren Wunsch, einmal bei Olympischen Spielen teilnehmen zu können, ging aber nicht in Erfüllung. 2004 gab es bei den Olympischen Spielen in Athen erstmals Wettkämpfe im Frauenringen, Shoko Yoshimura konnte sich aber nicht mehr für das japanische Team qualifizieren. Bei der japanischen Meisterschaft des Jahres 2003 kam sie nur auf den 5. Platz. Es hatte inzwischen die große Zeit von Chiharu Ichō begonnen, die 2004 auch Olympiasiegerin in der Gewichtsklasse bis 48 kg wurde.
Nach dem Ende ihrer aktiven Zeit als Ringerin wurde Shoko Yoshimura Ringer-Trainerin an der JOC Elite Academy Tokio (Trainingszentrum des Japanischen Olympischen Komitees).
2009 wurde sie vom Ringer-Welt-Verband FILA in die „Hall of Fame“ aufgenommen.

## Internationale Erfolge
| Jahr | Platz | Wettbewerb                             | Gewichtsklasse | Ergebnisse                                                                                     |
| 1986 | 2.    | Frauen-Welt-Cup in Mechelen            | bis 44 kg      | hinter Brigitte Weigert, Belgien, vor Mady van Wijtsel, Belgien                                |
| 1987 | 3.    | WM in Lorenskog/Norwegen               | bis 44 kg      | hinter Brigitte Weigert und Anne Therese Johnsen, Norwegen                                     |
| 1989 | 1.    | WM in Martigny/Schweiz                 | bis 44 kg      | vor Huang Yu-Hsien, Taiwan und Trine Strand, Norwegen                                          |
| 1990 | 1.    | WM in Lulea/Schweden                   | bis 44 kg      | vor Marie Ziegler, USA, Chen Hueri-Hsiang, Taiwan und Trine Strand                             |
| 1991 | 3.    | WM in Tokio                            | bis 44 kg      | hinter Zhong Xiue, China und Marie Ziegler, vor Tatjana Karamtschakowa, UdSSR                  |
| 1992 | 2.    | WM in Villeurbanne/Frankreich          | bis 44 kg      | vor Tatjana Karamtschakowa und Dana Kurekova, Tschechoslowakei                                 |
| 1993 | 1.    | WM in Stavern/Norwegen                 | bis 44 kg      | vor Trine Strand, Tatjana Karamtschakowa und Debbie Weiss, USA                                 |
| 1994 | 1.    | WM in Sofia                            | bis 44 kg      | vor Tatjana Karamtschakowa, Dana Durekova und Anne Therese Johnsen                             |
| 1995 | 1.    | WM in Moskau                           | bis 44 kg      | vor Mette Barlie, Norwegen, Vickie Zummo, USA und Almuth Leitgeb, Österreich                   |
| 1996 | 1.    | Asienmeisterschaften in Xianshoh/China | bis 44 kg      | vor Chiu Jai-Fen, Taiwan, Ma Christina Villanueva, Philippinen und Jelena Rianzewa, Kasachstan |
| 1996 | 3.    | WM in Sofia                            | bis 44 kg      | hinter Zhong Xiue, China und Almuth Leitgeb                                                    |
| 1997 | 1.    | Asienmeisterschaften                   | bis 46 kg      | vor Yukie Umeda, Japan, Wuk Li-Chuan, Taiwan und Wu Shu-Hua, Taiwan                            |
| 1999 | 4.    | WM in Boden/Hildursborg/Schweden       | bis 46 kg      | hinter Patricia Saunders, USA, Zhong Xiue und Inga Karamtschakowa, Russland                    |
| 2000 | 1.    | Asienmeisterschaften 2000 in Seoul     | bis 46 kg      | vor Kao Wie-Chien, Taiwan und Chi Lina, China                                                  |
| 2004 | 1.    | Oceania-Meisterschaft in Dedeno (GUM)  | bis 48 kg      |                                                                                                |

Erläuterungen
- alle Wettkämpfe im freien Stil
- WM = Weltmeisterschaft